# Enhydrosoma gariensis
Enhydrosoma gariensis is een eenoogkreeftjessoort uit de familie van de Cletodidae. De wetenschappelijke naam van de soort is voor het eerst geldig gepubliceerd in 1930 door Gurney.